# خرشنة متوجة ثلجية
خرشنة متوجة ثلجية (الاسم العلمي: Sterna trudeaui) (بالإنجليزية: Snowy-crowned Tern)‏ هو نوع من الطيور يتبع جنس الخرشنة من الفصيلة النورسية.